# 和束茶
和束茶（わづかちゃ）は、京都府相楽郡和束町で生産される茶であり、そのブランド名である。

## 特徴
和束町で生産される大部分の茶は、茶問屋を通じて宇治茶として出回るため、「和束」の名は一般には広く知られていない。 しかし2014年度の和束町の茶の生産量は京都府内でもっとも多く（府内総生産量2711トン中1101トン）41%を占める。 2000-2010年代には加工用抹茶の需要拡大により、碾茶の生産量が増加しており（2004年の250トンに対し、2015年は717トン）、全国の生産量（2015年は2,141t）の主要な産地の一つとなっている。
和束町は朝晩の気温差が激しい。また、急峻な山の間を和束川が流れ、朝霧が発生しやすい。お茶の生産に向いた気象・地形である。
2000年代後半頃からは和束町においても六次産業化の取り組みが進んだ。この中で、お茶農家が生産する、各農家独自のお茶（畑の立地や品種、施肥方法、農薬の使用不使用等、農家のポリシーによって見た目も味も違う）を楽しんでもらいたいとブランド化されたのが和束茶である。

## 歴史
茶の栽培が始まった時期は明確ではないが、鎌倉時代以降に僧侶によって伝えられたのではないかとみられている。江戸時代、元文年間に宇治の茶商人に試売したのち、農家の副産として茶園を経営するものが増え、天保年間には年千斤の茶を販売するに至ったとされる。安政六年の横浜開港以後には、さらに生産が拡大され、慶應年間には貿易茶として盛んに輸出された。
明治時代には茶の産地として知られた山城地域（綴喜郡・相楽郡・久世郡・宇治郡）の中でも決して飛び抜けた品質評価は受けず「山間地域にある茶産地のひとつに過ぎなかった」と和束町のウェブサイトには記載されている。明治後期には府下でトップの生産を誇る地域になったものの、依然として品質面では後塵を拝していたともされている。ただし、この時期に開催された第三回内国勧業博覧会（明治23年）、第四回内国勧業博覧会（明治28年）では、和束からも入賞を果たす生産者も現れた。その後昭和にかけて、施肥の改善、製品や畑の品評会の開催、機械製茶の導入などにより品質の改善が図られた。

## 茶源郷 和束
和束茶を生産する和束町の別名。平成13年「和束町第三次総合計画」の6本の柱の「行ってみたい『茶源郷づくり』による地域再生」が初出。桃源郷からもじった造語。茶師が住む町、お茶を楽しめる町という意味で使用されている。
- 町の公式facebookアカウント：「茶源郷 和束」
- 和束町の観光系ホームページ：「いいとこ和束 茶源郷」
- 和束町最大の一年に一度のお祭り：「茶源郷まつり」

## 見どころ

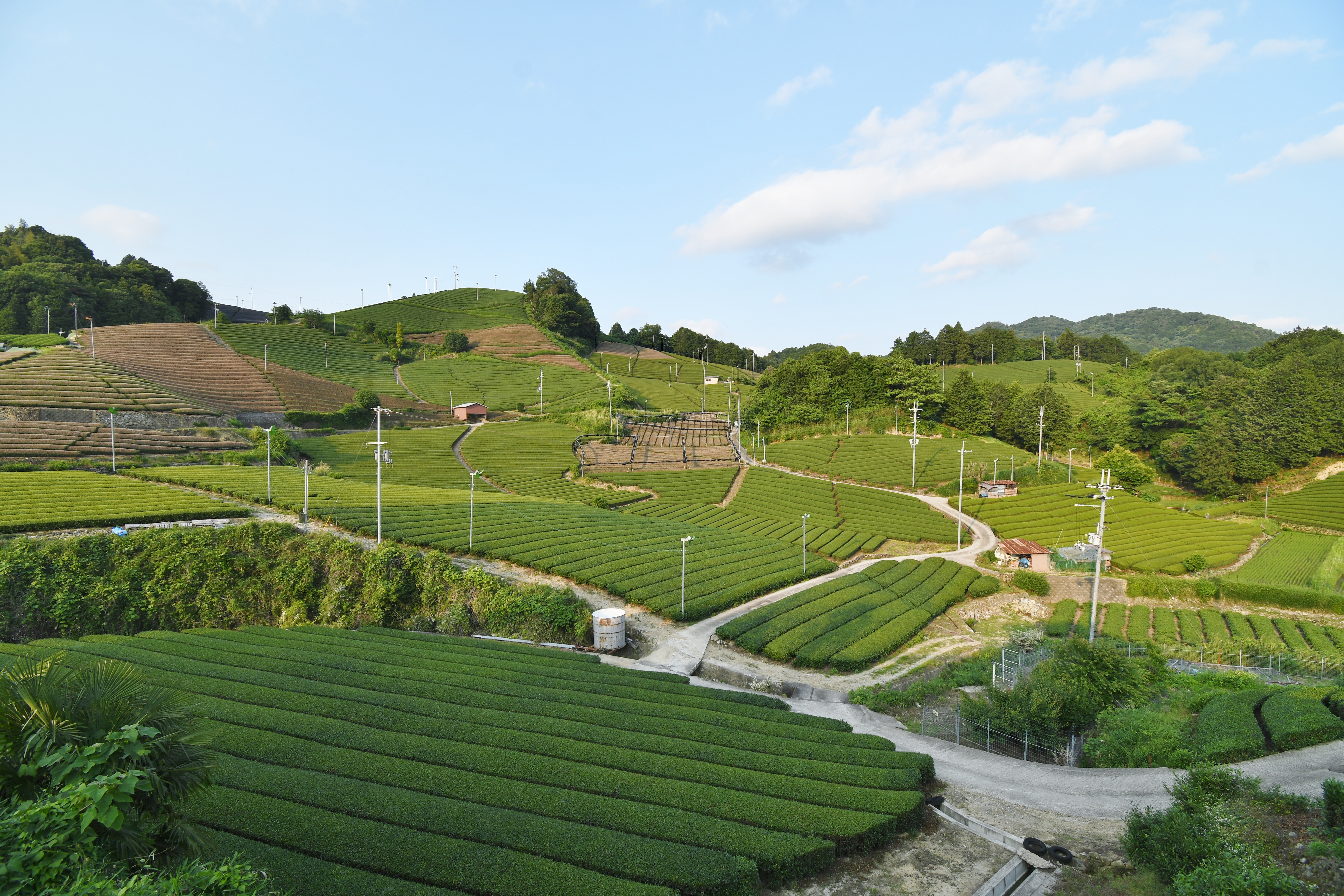
石寺の茶畑

町じゅう至るところ、山の斜面に広がる茶畑、連綿と受け継がれてきたその生業の景観は、全国的にも珍しいもので、 「宇治茶の郷　和束の茶畑」が京都府景観資産登録地区の、第1号に認定され（2008年1月24日）、 「茶源郷としての茶畑と瓦屋根の集落景観」と、「鎌倉時代から継承する茶文化」が評価され、2013年10月4日には和束町として「日本で最も美しい村連合」にも加盟している。
代表的な茶畑景観は以下の通り。
- 原山の茶畑　円形茶園が有名。標高の高い山から町を見下ろす茶畑、養生の芝など、見どころは多い。
- 石寺の茶畑　山なり茶園が、「お茶の京都」などのPRに使用されるなど、和束町で最も有名な茶畑である。
- 釜塚の茶畑　役場後方の山全体が茶畑に覆われ、町の中心部で見られる。
- 撰原の茶畑　石寺から白栖方面に進むと、川向うに見える、パッチワークを連ねたような茶畑。

## 和束茶カフェ
2008年（平成20年）6月に和束町白栖、和束町の茶研究施設、グリンティ和束内の休憩ホールを利用して、和束茶カフェを設置。町内の茶農家などが中心となって運営し、茶農家直売のお茶や、地元主婦グループが作るお茶を使った佃煮やスイーツなどを販売しながら、町内の見どころ案内などもしており、情報発信や観光の拠点としての役割を担っている。